# Championnat d'Irlande du Nord de football 1955-1956
Navigation
Édition précédente Édition suivante
Le 55e Championnat d'Irlande du Nord de football se déroule en 1955-1956. Linfield FC remporte son vingtième deuxième  titre de champion d’Irlande du Nord. C’est son troisième titre consécutif.
Cette fois-ci la victoire de Linfield ne souffre aucune contestation. Le champion termine l’épreuve avec onze points d’avance sur son second, Glenavon FC. 
Avec 26 buts marqués, Jimmy Jones de Glenavon FC remporte le titre de meilleur buteur de la compétition. C’est la quatrième fois qu’il finit en tête du classement des buteurs.

## Les 12 clubs participants
- Ards Football Club
- Bangor Football Club
- Ballymena United Football Club
- Cliftonville Football Club
- Coleraine Football Club
- Crusaders Football Club
- Derry City Football Club
- Distillery Football Club
- Glenavon Football Club
- Glentoran Football Club
- Linfield Football Club
- Portadown Football Club

## Classement
| Rang | Équipe           | Pts | J  | G  | N | P  | Bp | Bc | Diff |
| ---- | ---------------- | --- | -- | -- | - | -- | -- | -- | ---- |
| 1    | Linfield FC      | 40  | 22 | 19 | 2 | 1  | 56 | 16 | +40  |
| 2    | Glenavon FC      | 29  | 22 | 14 | 1 | 7  | 77 | 38 | +39  |
| 3    | Bangor FC        | 27  | 22 | 11 | 5 | 6  | 69 | 54 | +15  |
| 4    | Coleraine FC     | 25  | 22 | 10 | 5 | 7  | 56 | 46 | +10  |
| 5    | Glentoran FC     | 24  | 22 | 10 | 4 | 8  | 43 | 40 | +3   |
| 6    | Distillery FC    | 21  | 22 | 7  | 7 | 8  | 39 | 40 | -1   |
| 7    | Ards FC          | 20  | 22 | 9  | 2 | 11 | 44 | 45 | -1   |
| 8    | Portadown FC     | 18  | 22 | 7  | 4 | 11 | 43 | 57 | -14  |
| 9    | Derry City FC    | 16  | 22 | 6  | 4 | 12 | 42 | 54 | -12  |
| 10   | Crusaders FC     | 16  | 22 | 6  | 4 | 12 | 36 | 53 | -17  |
| 11   | Cliftonville FC  | 14  | 22 | 5  | 4 | 13 | 33 | 62 | -29  |
| 12   | Ballymena United | 14  | 22 | 7  | 0 | 15 | 36 | 69 | -33  |

|  | Champion d'Irlande du Nord |
|  | Relégation                 |

### Meilleur buteur
- Jimmy Jones, Glenavon FC 26 buts

## Bilan de la saison
| Tableau d'Honneur                         |               |
| Compétition                               | Vainqueur     |
| Championnat d'Irlande du Nord de football | Linfield FC   |
| Coupe d'Irlande du Nord de football       | Distillery FC |

| Promotions et relégations |       |
| Relégués                  | Aucun |
| Promus                    | Aucun |